# Lista odcinków serialu Zabójcze umysły
Lista odcinków serialu Zabójcze umysły – amerykańskiego serialu kryminalnego nadawanego od 2005 roku przez stację CBS. W Polsce serial jest emitowany przez AXN, TVP2, Puls 2 oraz Zoom TV.

## Spis serii
| Sezon | Sezon | Odcinki | Oryginalna emisja   | Oryginalna emisja |
| Sezon | Sezon | Odcinki | Premiera sezonu     | Finał sezonu      |
| ----- | ----- | ------- | ------------------- | ----------------- |
|       | 1     | 22      | 22 września 2005    | 10 maja 2006      |
|       | 2     | 23      | 20 września 2006    | 16 maja 2007      |
|       | 3     | 20      | 26 września 2007    | 21 maja 2008      |
|       | 4     | 26      | 24 września 2008    | 20 maja 2009      |
|       | 5     | 23      | 23 września 2009    | 26 maja 2010      |
|       | 6     | 24      | 22 września 2010    | 18 maja 2011      |
|       | 7     | 20      | 21 września 2011    | 16 maja 2012      |
|       | 8     | 24      | 25 września 2012    | 22 maja 2013      |
|       | 9     | 24      | 25 września 2013    | 14 maja 2014      |
|       | 10    | 23      | 1 października 2014 | 6 maja 2015       |
|       | 11    | 22      | 30 września 2015    | 4 maja 2016       |
|       | 12    | 22      | 23 września 2016    | 10 maja 2017      |
|       | 13    | 22      | 27 września 2017    | 18 kwietnia 2018  |
|       | 14    | 15      | 3 października 2018 | 6 lutego 2019     |
|       | 15    | 10      | 8 stycznia 2020     | 19 lutego 2020    |

## Sezon 1 (2005/2006)
| Nr | #  | Tytuł                                                | Reżyseria             | Scenariusz                    | Premiera CBS         |
| --- | -- | ---------------------------------------------------- | --------------------- | ----------------------------- | -------------------- |
| 1 | 1  | 'Agresor ekstremalny' "Extreme Aggressor"            | Richard Shepard       | Jeff Davis                    | 22 września 2005     |
| Zespół BAU musi złapać mordercę, który porywa i zabija kobiety. Do agentów dołącza Gideon. Hotch ma go obserwować i ocenić, czy jest gotowy do pracy po 6-miesięcznym zawieszeniu.                                       |    |                                                      |                       |                               |                      |
| 2 | 2  | 'Przymus' "Compulsion"                               | Charles Haid          | Jeff Davis                    | 29 września 2005     |
| W miasteczku uniwersyteckim dochodzi do serii podpaleń, w których giną ludzie. Pomimo braku dowodów agenci próbują stworzyć profil psychopaty.                                                                           |    |                                                      |                       |                               |                      |
| 3 | 3  | 'Drugi raz się nie nabiorę' "Won't Get Fooled Again" | Kevin Bray            | Aaron Zelman                  | 5 października 2005  |
| Mieszkańcy Palm Beach na Florydzie są terroryzowani przez bandytę, który podkłada bomby. By odkryć prawdziwego sprawcę, agenci decydują się na współpracę z bandytą.                                                     |    |                                                      |                       |                               |                      |
| 4 | 4  | 'Na widoku' "Plain Sight"                            | Matt Earl Beesley     | Edward Allen Bernero          | 12 października 2005 |
| W San Diego grasuje morderca gwałciciel. Agent Jason Gideon i jego ludzie próbują sporządzić portret psychologiczny napastnika, który jak dotąd jest nieuchwytny.                                                        |    |                                                      |                       |                               |                      |
| 5 | 5  | 'Rozbite lustro' "Broken Mirror"                     | Guy Norman Bee        | Judith McCreary               | 19 października 2005 |
| Porwano córkę ważnego urzędnika. Grupie Gideona udaje się poznać prawdziwy cel przestępcy. Okazuje się, że nie liczy on na okup. Zależy mu na dotarciu do bliźniaczki porwanej dziewczyny.                               |    |                                                      |                       |                               |                      |
| 6 | 6  | 'Snajper' "L.D.S.K."                                 | Ernest Dickerson      | Andrew Wilder                 | 2 listopada 2005     |
| Nieznany mężczyzna w biały dzień strzela do ludzi. Agenci z grupy Gideona muszą go szybko zidentyfikować. Współpracują z miejscowymi policjantami i odtwarzają przebieg strzelaniny.                                     |    |                                                      |                       |                               |                      |
| 7 | 7  | 'Lis' "The Fox"                                      | Guy Norman Bee        | Simon Mirren                  | 9 listopada 2005     |
| Agenci otrzymują nowe zadanie. Tworzą portret seryjnego mordercy, który porywa członków wybranych rodzin i zmusza ich do odgrywania scen z życia codziennego. Występuje wówczas w charakterze ojca.                      |    |                                                      |                       |                               |                      |
| 8 | 8  | 'Urodzony morderca' "Natural Born Killer"            | Peter Ellis           | Erica Messer, Debra J. Fisher | 16 listopada 2005    |
| W Baltimore ma miejsce brutalne morderstwo 3 osób, a tajny agent infiltrujący środowisko mafii zostaje porwany. Agenci ustalają, że zabójca zabił już co najmniej 100 osób, a większość z nich miała powiązania z mafią. |    |                                                      |                       |                               |                      |
| 9 | 9  | 'Wykolejony' "Derailed"                              | Félix Enríquez Alcalá | Jeff Davis                    | 23 listopada 2005    |
| Elle jedzie do Teksasu w celu przesłuchania mordercy dzieci. Pociąg, którym podróżuje zostaje sterroryzowany przez jednego z pasażerów. Agenci BAU mają mało czasu, aby przechytrzyć porywacza.                          |    |                                                      |                       |                               |                      |
| 10 | 10 | 'Popularne dzieciaki' "The Popular Kids"             | Andy Wolk             | Edward Allen Bernero          | 30 listopada 2005    |
| W miasteczku zamordowano dwóch uczniów szkoły średniej. Gideon i Hotchner poszukują sprawcy. Mieszkańcy obwiniają członków grupy religijnej, jednak agenci podejrzewają inną osobę.                                      |    |                                                      |                       |                               |                      |
| 11 | 11 | 'Żądza krwi' "Blood Hungry"                          | Charles Haid          | Ed Napier                     | 14 grudnia 2005      |
| Gideon i Hotchner prowadzą poszukiwania mordercy, który dokonuje zbrodni pod wpływem urojeń. Gideon wpada na pomysł szukania śladów w miejscach zbrodni pozornie ze sobą nie związanych.                                 |    |                                                      |                       |                               |                      |
| 12 | 12 | 'Gorzej być nie może' "What Fresh Hell"              | Adam Davidson         | Judith McCreary               | 11 stycznia 2006     |
| Z parku w Wilmington zostaje porwana 11-letnia Billie. Poszukiwania rozpoczęto z opóźnieniem, gdyż matka sądziła, że córka jest z ojcem. Gideon z ekipą usiłują nadrobić stracony czas.                                  |    |                                                      |                       |                               |                      |
| 13 | 13 | 'Trucizna' "Poison"                                  | Thomas J. Wright      | Aaron Zelman                  | 18 stycznia 2006     |
| Agenci wyjeżdżają do New Jersey, aby wyjaśnić śmiertelne zatrucia narkotykiem LSD dziesięć razy silniejszym niż dotychczasowa wersja tego środka.                                                                        |    |                                                      |                       |                               |                      |
| 14 | 14 | 'Ujeżdżanie błyskawicy' "Riding the Lightning"       | Chris Long            | Simon Mirren                  | 25 stycznia 2006     |
| Gideon przesłuchuje małżeństwo czekające na wyrok w celi śmierci i dochodzi do wniosku, że kobieta jest niewinna. Agent podejmuje dramatyczną walkę z czasem, aby uratować życie kobiety.                                |    |                                                      |                       |                               |                      |
| 15 | 15 | 'Niedokończona sprawa' "Unfinished Business"         | J. Miller Tobin       | Erica Messer, Debra J. Fisher | 1 marca 2006         |
| Zapomniany od dwudziestu lat seryjny morderca i gwałciciel ponownie daje o sobie znać. Następna ofiara ma zginąć w ciągu najbliższych pięciu dni. Czy morderca nadal pozostanie bezkarny?                                |    |                                                      |                       |                               |                      |
| 16 | 16 | 'Plemię' "The Tribe"                                 | Matt Earl Beesley     | Andrew Wilder                 | 8 marca 2006         |
| Grupa studentów zostaje zamordowana. FBI znajduje ich ciała z widocznymi śladami tortur. Podejrzenie pada na organizację odprawiającą indiańskie rytuały.                                                                |    |                                                      |                       |                               |                      |
| 17 | 17 | 'Prawdziwy deszcz' "A Real Rain"                     | Gloria Muzio          | Chris Mundy                   | 22 marca 2006        |
| Agenci specjalni FBI wyjeżdżają do Nowego Jorku, aby wyjaśnić sprawę serii morderstw. Wstępne dochodzenie wskazuje, że sprawcą jest człowiek, który sam wymierza sprawiedliwość przestępcom.                             |    |                                                      |                       |                               |                      |
| 18 | 18 | 'Obserwator' "Somebody's Watching"                   | Paul Shapiro          | Ed Napier                     | 29 marca 2006        |
| Przebywająca w Los Angeles grupa Gideona zostaje przez miejscową policję proszona o pomoc. W ostatnim czasie popełniono tu serię zabójstw. Wszystkie ofiary znały pewną aktorkę z Hollywood.                             |    |                                                      |                       |                               |                      |
| 19 | 19 | 'Machismo' "Machismo"                                | Guy Norman Bee        | Aaron Zelman                  | 12 kwietnia 2006     |
| Gideona i członkowie zespołu mają udowodnić, że Meksykanin Miguel Tores nie zabił matki. Chłopak, chcąc ukryć swoją orientację seksualną, przyznaje się do morderstwa, którego nie popełnił.                             |    |                                                      |                       |                               |                      |
| 20 | 20 | 'Oczaruj i zabij' "Charm and Harm"                   | Félix Enríquez Alcalá | Erica Messer, Debra J. Fisher | 19 kwietnia 2006     |
| Agenci BAU opracowują portret psychologiczny seryjnego mordercy. Zadanie jest o tyle trudne, że sprawca zmienia wygląd i wciela się w różne osoby.                                                                       |    |                                                      |                       |                               |                      |
| 21 | 21 | 'Sekrety i kłamstwa' "Secrets and Lies"              | Matt Earl Beesley     | Simon Mirren                  | 3 maja 2006          |
| Jednostka Analiz Behawioralnych musi zidentyfikować podwójnego agenta CIA. Szpieg ujawnia ściśle tajne informacje z archiwów CIA, narażając w ten sposób życie wielu agentów.                                            |    |                                                      |                       |                               |                      |
| 22 | 22 | 'Król Rybak, cz. 1' "The Fisher King " część 1       | Edward Allen Bernero  | Edward Allen Bernero          | 10 maja 2006         |
| Podczas gdy agenci z Jednostki Analiz Behawioralnych są na urlopie, na posterunku zostają Garcia i JJ. Jednak gdy do funkcjonariuszy przychodzą przesyłki ze wskazówkami dotyczącymi śledztwa, muszą wrócić do pracy.    |    |                                                      |                       |                               |                      |

## Sezon 2 (2006/2007)
| Nr | #  | Tytuł                                                        | Reżyseria              | Scenariusz                    | Premiera CBS         |
| -- | -- | ------------------------------------------------------------ | ---------------------- | ----------------------------- | -------------------- |
| 23 | 1  | 'Król Rybak, cz. 2' "The Fisher King" część 2                | Gloria Muzio           | Edward Allen Bernero          | 20 września 2006     |
| 24 | 2  | 'Uwaga, rodzice!' "P911"                                     | Adam Davidson          | Simon Mirren                  | 27 września 2006     |
| 25 | 3  | 'Burza doskonała ' "The Perfect Storm"                       | Félix Enríquez Alcalá  | Erica Messer, Debra J. Fisher | 4 października 2006  |
| 26 | 4  | 'Psychodrama' "Psychodrama"                                  | Guy Norman Bee         | Aaron Zelman                  | 11 października 2006 |
| 27 | 5  | 'Następstwa' "The Aftermath"                                 | Tim Matheson           | Chris Mundy                   | 18 października 2006 |
| 28 | 6  | 'Zły duch' "The Boogeyman"                                   | Steve Boyum            | Andi Bushell                  | 25 października 2006 |
| 29 | 7  | 'North Mammon' "North Mammon"                                | Matt Earl Beesley      | Andrew Wilder                 | 1 listopada 2006     |
| 30 | 8  | 'Pusta planeta' "Empty Planet"                               | Elodie Keene           | Ed Napier                     | 8 listopada 2006     |
| 31 | 9  | 'Ostatnie słow' The Last Word                                | Gloria Muzio           | Erica Messer, Debra J. Fisher | 15 listopada 2006    |
| 32 | 10 | 'Wyuczone lekcje' "Lessons Learned"                          | Guy Norman Bee         | Jim Clemente                  | 22 listopada 2006    |
| 33 | 11 | 'Seks, narodziny, śmierć' "Sex, Birth, Death"                | Gwyneth Horder-Payton  | Chris Mundy                   | 29 listopada 2006    |
| 34 | 12 | 'Profil profilera' "Profiler, Profiled"                      | Glenn Kershaw          | Edward Allen Bernero          | 13 grudnia 2006      |
| 35 | 13 | 'Bez wyjścia' "No Way Out"                                   | John E. Ghallagher     | Simon Mirren                  | 17 stycznia 2007     |
| 36 | 14 | Wielka gra "The Big Game" część 1                            | Gloria Muzio           | Edward Allen Bernero          | 4 lutego 2007        |
| 37 | 15 | Objawienia "Revelations" część 2                             | Guy Norman Bee         | Chris Mundy                   | 7 lutego 2007        |
| 38 | 16 | 'Strach i wstręt' "Fear and Loathing"                        | Rob Spera              | Aaron Zelman                  | 14 lutego 2007       |
| 39 | 17 | 'Rozpacz' "Distress"                                         | John F. Showalter      | Oanh Ly                       | 21 lutego 2007       |
| 40 | 18 | 'Jones' "Jones"                                              | Steve Shill            | Andi Bushell                  | 28 lutego 2007       |
| 41 | 19 | 'Popiół i kurz' "Ashes and Dust"                             | John E. Gallagher      | Andrew Wilder                 | 21 marca 2007        |
| 42 | 20 | 'Złodziejski kodeks' "Honor Among Thieves"                   | Jesús Salvador Trevino | Aaron Zelman                  | 11 kwietnia 2007     |
| 43 | 21 | 'Sezon polowań' "Open Season"                                | Félix Enríquez Alcalá  | Erica Messer, Debra J. Fisher | 2 maja 2007          |
| 44 | 22 | 'Spuścizna' "Legacy"                                         | Glenn Kershaw          | Edward Allen Bernero          | 9 maja 2007          |
| 45 | 23 | 'Bez wyjścia, cz. 2' "No Way Out II: The Evilution of Frank" | Edward Allen Bernero   | Simon Mirren                  | 16 maja 2007         |

## Sezon 3 (2007/2008)
| Nr | #  | Tytuł                                                                | Reżyseria             | Scenariusz                    | Premiera CBS         |
| -- | -- | -------------------------------------------------------------------- | --------------------- | ----------------------------- | -------------------- |
| 46 | 1  | 'Zwątpienie' "Doubt"                                                 | Gloria Muzio          | Chris Mundy                   | 26 września 2007     |
| 47 | 2  | 'W narodzinach i w śmierci' "In Name and Blood (In Birth and Death)" | Edward Allen Bernero  | Chris Mundy                   | 3 października 2007  |
| 48 | 3  | 'Na śmierć przerażeni' "Scared to Death"                             | Félix Enríquez Alcalá | Erica Messer, Debra J. Fisher | 10 października 2007 |
| 49 | 4  | 'Dzieci mroku' "Children of the Dark"                                | Guy Norman Bee        | Jay Beattie, Dan Dworkin      | 17 października 2007 |
| 50 | 5  | 'Siedem sekund' "Seven Seconds"                                      | John E. Gallagher     | Andi Bushell                  | 24 października 2007 |
| 51 | 6  | 'Zwrot' "About Face"                                                 | Skipp Sudduth         | Charles Murray                | 31 października 2007 |
| 52 | 7  | 'Tożsamość' "Identity"                                               | Gwyneth Horder-Payton | Oanh Ly                       | 7 listopada 2007     |
| 53 | 8  | 'Szczęściara' "Lucky" część 1                                        | Steve Boyum           | Andrew Wilder                 | 14 listopada 2007    |
| 54 | 9  | 'Penelope' Penelope część 2                                          | Félix Enríquez Alcalá | Chris Mundy                   | 21 listopada 2007    |
| 55 | 10 | 'Prawdziwa noc' "True Night"                                         | Edward Allen Bernero  | Edward Allen Bernero          | 28 listopada 2007    |
| 56 | 11 | 'Z racji urodzenia' "Birthright"                                     | John E. Gallagher     | Erica Messer, Debra J. Fisher | 12 grudnia 2007      |
| 57 | 12 | 'Trzecie życie' "3rd Life"                                           | Anthony Hemingway     | Simon Mirren                  | 9 stycznia 2008      |
| 58 | 13 | 'Światła rampy' "Limelight"                                          | Glenn Kershaw         | Jay Beattie, Dan Dworkin      | 23 stycznia 2008     |
| 59 | 14 | ' Wypaczony' "Damaged"                                               | Edward Allen Bernero  | Edward Allen Bernero          | 2 kwietnia 2008      |
| 60 | 15 | 'Siła wyższa' "A Higher Power"                                       | Félix Enríquez Alcalá | Michael Udesky                | 9 kwietnia 2008      |
| 61 | 16 | 'Słoniowa pamięć' "Elephant's Memory"                                | Bobby Roth            | Andrew Wilder                 | 16 kwietnia 2008     |
| 62 | 17 | ' W gorączce' "In Heat"                                              | John E. Gallagher     | Andi Bushell                  | 30 kwietnia 2008     |
| 63 | 18 | 'Przekraczanie granic' "The Crossing"                                | Guy Norman Bee        | Erica Messer, Debra J. Fisher | 7 maja 2008          |
| 64 | 19 | ' Niezapisana karta' "Tabula Rasa"                                   | Steve Boyum           | Jay Beattie, Don Dworkin      | 14 maja 2008         |
| 65 | 20 | Nagranie słabej jakości "Lo-Fi" część 1                              | Glenn Kershaw         | Chris Mundy                   | 21 maja 2008         |

## Sezon 4 (2008/2009)
| Nr | #  | Tytuł                                                | Reżyseria             | Scenariusz                    | Premiera CBS         |
| -- | -- | ---------------------------------------------------- | --------------------- | ----------------------------- | -------------------- |
| 66 | 1  | 'Zamęt' "Mayhem" część 2                             | Edward Allen Bernero  | Simon Mirren                  | 24 września 2008     |
| 67 | 2  | 'Twórca aniołów' "The Angel Maker"                   | Glenn Kershaw         | Jay Beattie, Dan Dworkin      | 1 października 2008  |
| 68 | 3  | 'Strata minimalna' "Minimal Loss"                    | Félix Enríquez Alcalá | Andrew Wilder                 | 8 października 2008  |
| 69 | 4  | 'Raj' "Paradise"                                     | John E. Gallagher     | Erica Messer, Debra J. Fisher | 22 października 2008 |
| 70 | 5  | 'Podpucha' "Catching Out"                            | Charles Haid          | Oanh Ly                       | 29 października 2008 |
| 71 | 6  | 'Instynkty' "The Instincts" część 1                  | Rob Spera             | Chris Mundy                   | 5 listopada 2008     |
| 72 | 7  | 'Ku pamięci' "Memoriam" część 2                      | Guy Norman Bee        | Jay Beattie, Dan Dworkin      | 12 listopada 2008    |
| 73 | 8  | 'Arcydzieło' "Masterpiece"                           | Paul Michael Glaser   | Edward Allen Bernero          | 19 listopada 2008    |
| 74 | 9  | 'Podryw' "52 Pickup"                                 | Bobby Roth            | Breen Frazier                 | 26 listopada 2008    |
| 75 | 10 | 'Towarzysze broni' "Brothers in Arms"                | Glenn Kershaw         | Holly Harold                  | 10 grudnia 2008      |
| 76 | 11 | 'Normalny' "Normal"                                  | Steve Boyum           | Andrew Wilder                 | 17 grudnia 2008      |
| 77 | 12 | 'Bratnie dusze' "Soul Mates"                         | John E. Gallagher     | Erica Messer, Debra J. Fisher | 14 stycznia 2009     |
| 78 | 13 | 'Rodowód' "Bloodline"                                | Tim Matheson          | Mark Linehan Bruner           | 21 stycznia 2009     |
| 79 | 14 | 'Słaba pociecha' "Cold Comfort"                      | Anna Foerster         | Jay Beattie, Dan Dworkin      | 11 lutego 2009       |
| 80 | 15 | 'Powtórka' "Zoe's Reprise"                           | Charles S. Carroll    | Oanh Ly                       | 18 lutego 2009       |
| 81 | 16 | 'Mój zawód to przyjemność' "Pleasure is My Business" | Gwyneth Horder-Payton | Breen Frazier                 | 25 lutego 2009       |
| 82 | 17 | 'Demonologia' "Demonology"                           | Edward Allen Bernero  | Chris Mundy                   | 11 marca 2009        |
| 83 | 18 | 'Wszystkożerca' "Omnivore"                           | Nelson McCormick      | Andrew Wilder                 | 18 marca 2009        |
| 84 | 19 | 'Dom w ogniu' "House on Fire"                        | Félix Enríquez Alcalá | Holly Harold                  | 25 marca 2009        |
| 85 | 20 | 'Rozdarty' "Conflicted"                              | Jason Alexander       | Rick Dunkle                   | 8 kwietnia 2009      |
| 86 | 21 | 'Odcień szarości' "A Shade of Gray"                  | Karen Gaviola         | Erica Messer, Debra J. Fisher | 22 kwietnia 2009     |
| 87 | 22 | 'Wielkie koło' "The Big Wheel"                       | Rob Hardy             | Simon Mirren                  | 29 kwietnia 2009     |
| 88 | 23 | 'Przejechani' "Roadkill"                             | Steve Boyum           | Jay Beattie, Dan Dworkin      | 6 maja 2009          |
| 89 | 24 | 'Wzmocnienie' "Amplification"                        | John E. Gallagher     | Oanh Ly                       | 13 maja 2009         |
| 90 | 25 | 'Do piekła…' "To Hell... " część 1                   | Charles Haid          | Chris Mundy                   | 20 maja 2009         |
| 91 | 26 | '… i z powrotem' "...And Back" część 2               | Edward Allen Bernero  | Edward Allen Bernero          | 20 maja 2009         |

## Sezon 5 (2009/2010)
| Nr  | #  | Tytuł                                                     | Reżyseria             | Scenariusz                          | Premiera CBS         |
| --- | -- | --------------------------------------------------------- | --------------------- | ----------------------------------- | -------------------- |
| 92  | 1  | 'Bez twarzy i tożsamości' "Nameless, Faceless" część 3    | Charles S. Carroll    | Chris Mundy                         | 23 września 2009     |
| 93  | 2  | 'Nawiedzony' "Haunted"                                    | Jon Cassar            | Erica Messer                        | 30 września 2009     |
| 94  | 3  | 'Porachunki' "Reckoner"                                   | Karen Gaviola         | Jay Beattie, Dan Dworkin            | 7 października 2009  |
| 95  | 4  | 'Pozbawieni nadziei' "Hopeless"                           | Félix Enríquez Alcalá | Chris Mundy                         | 14 października 2009 |
| 96  | 5  | 'Grobowa kołyska' "Cradle to Grave"                       | Rob Spera             | Breen Frazier                       | 21 października 2009 |
| 97  | 6  | 'To coś w oczach' "The Eyes Have It"                      | Glenn Kershaw         | Oanh Ly                             | 4 listopada 2009     |
| 98  | 7  | 'Wykonawca' "The Performer"                               | John Badham           | Holly Harold                        | 11 listopada 2009    |
| 99  | 8  | 'Przechytrzeni' "Outfoxed" część 1                        | John E. Gallagher     | Simon Mirren                        | 18 listopada 2009    |
| 100 | 9  | '100' "100" część 2                                       | Edward Allen Bernero  | Bo Crese                            | 25 listopada 2009    |
| 101 | 10 | 'Niewolnik obowiązku' "The Slave of Duty"                 | Charles Haid          | Rick Dunkle                         | 9 grudnia 2009       |
| 102 | 11 | 'Odwet' "Retaliation"                                     | Félix Enríquez Alcalá | Erica Messer                        | 16 grudnia 2009      |
| 103 | 12 | 'Tajemnicza dolina' "The Uncanny Valley"                  | Anna J. Foerster      | Breen Frazier                       | 13 stycznia 2010     |
| 104 | 13 | 'Ryzykowny interes' "Risky Business"                      | Rob Spera             | Jim Clemente                        | 20 stycznia 2010     |
| 105 | 14 | 'Pasożyt' "Parasite"                                      | Charles S. Carroll    | Oanh Ly                             | 3 lutego 2010        |
| 106 | 15 | 'Wróg publiczny' "Public Enemy"                           | Nelson McCormick      | Jess Prenter Prosser                | 10 lutego 2010       |
| 107 | 16 | 'Uliczka' "Mosley Lane"                                   | Matthew Gray Gubler   | Erica Messer, Simon Mirren          | 3 marca 2010         |
| 108 | 17 | 'Samotnik' "Solitary Man"                                 | Rob Hardy             | Kimberley Ann Harrison, Ryan Gibson | 10 marca 2010        |
| 109 | 18 | 'Walka' "The Fight"                                       | Richard Shepard       | Edward Allen Bernero, Chris Mundy   | 7 kwietnia 2010      |
| 110 | 19 | 'Rytuał przejścia' "A Rite of Passage"                    | John E. Gallagher     | Victor De Jesus                     | 14 kwietnia 2010     |
| 111 | 20 | '… tysiąc słów' "...A Thousand Words"                     | Rosemary Rodriguez    | Edward Allen Bernero                | 5 maja 2010          |
| 112 | 21 | 'Rany wylotowe' "Exit Wounds"                             | Charles S. Carroll    | Rick Dunkle                         | 12 maja 2010         |
| 113 | 22 | 'Internet na zawsze' "The Internet Is Forever"            | Glenn Kershaw         | Breen Frazier                       | 19 maja 2010         |
| 114 | 23 | 'Nasza najczarniejsza godzina' "Our Darkest Hour" część 1 | Edward Allen Bernero  | Erica Messer                        | 26 maja 2010         |

## Sezon 6 (2010/2011)
| Nr  | #  | Tytuł                                                  | Reżyseria            | Scenariusz                         | Premiera CBS         |
| --- | -- | ------------------------------------------------------ | -------------------- | ---------------------------------- | -------------------- |
| 115 | 1  | 'Najdłuższa noc' "The Longest Night" część 2           | Edward Allen Bernero | Edward Allen Bernero               | 22 września 2010     |
| 116 | 2  | 'JJ' "JJ"                                              | Charles S. Carroll   | Erica Messer                       | 29 września 2010     |
| 117 | 3  | 'Pamięć spraw przeszłych' "Remembrance of Things Past" | Glenn Kershaw        | Janine Sherman Barrois             | 6 października 2010  |
| 118 | 4  | 'Kompromitacja' "Compromising Positions"               | Guy Norman Bee       | Breen Frazier                      | 13 października 2010 |
| 119 | 5  | 'Bezpieczna przystań' "Safe Haven"                     | Andy Wolk            | Alicia Kirk                        | 20 października 2010 |
| 120 | 6  | 'Noc diabła' "Devil's Night"                           | Charles Haid         | Randy Huggins                      | 27 października 2010 |
| 121 | 7  | 'Pośrednik' "Middle Man"                               | Rob Spera            | Rick Dunkle                        | 3 listopada 2010     |
| 122 | 8  | 'Odbicie pożądania' "Reflection of Desire"             | Anna Foerster        | Simon Mirren                       | 10 listopada 2010    |
| 123 | 9  | 'Tajemnice lasu' "Into the Woods"                      | Glenn Kershaw        | Kimberly Ann Harrison              | 17 listopada 2010    |
| 124 | 10 | 'Co dzieje się w domu…' "What Happens at Home"         | Jan Eliasberg        | Edward Allen Bernero               | 8 grudnia 2010       |
| 125 | 11 | 'Od 25 lat do dożywocia' "25 to Life"                  | Charles S. Carroll   | Erica Messer                       | 15 grudnia 2010      |
| 126 | 12 | 'Serce' "Corazon"                                      | John Gallagher       | Katarina Wittich                   | 19 stycznia 2011     |
| 127 | 13 | 'Trzynasty krok' "The Thirteenth Step"                 | Doug Aarniokoski     | Janine Sherman Barrois             | 26 stycznia 2011     |
| 128 | 14 | 'Pamięć afektywna' "Sense Memory"                      | Rob Spera            | Randy Huggins                      | 9 lutego 2011        |
| 129 | 15 | 'Zrobię to dziś' "Today I Do"                          | Ali Selim            | Alicia Kirk                        | 16 lutego 2011       |
| 130 | 16 | 'Koda' "Coda"                                          | Rob Hardy            | Rick Dunkle                        | 23 lutego 2011       |
| 131 | 17 | 'Walhalla' "Valhalla" część 1                          | Charles S. Carroll   | Simon Mirren, Erica Messer         | 2 marca 2011         |
| 132 | 18 | 'Lauren' "Lauren" część 2                              | Matthew Gray Gubler  | Breen Frazier                      | 16 marca 2011        |
| 133 | 19 | 'Mając takich przyjaciół' "With Friends Like These..." | Anna Foerster        | Janine Sherman Barrios             | 30 marca 2011        |
| 134 | 20 | 'Róg ulic Hanley i Waters' "Hanley Waters"             | Jesse Warn           | Alicia Kirk, Randy Huggins         | 6 kwietnia 2011      |
| 135 | 21 | 'Nieznajomy' "The Stranger"                            | Nelson McCormick     | Kimberly Ann Harrison, Rick Dunkle | 13 kwietnia 2011     |
| 136 | 22 | 'Poza światłem' "Out of the Light"                     | Doug Aarniokoski     | Roger Hedden                       | 4 maja 2011          |
| 137 | 23 | 'Wielkie morze' "Big Sea"                              | Glenn Kershaw        | Jim Clemente & Breen Frazier       | 11 maja 2011         |
| 138 | 24 | 'Podaż i popyt' "Supply & Demand"                      | Charles S. Carroll   | Erica Messer                       | 18 maja 2011         |

## Sezon 7 (2011/2012)
| Nr  | #  | Tytuł                                                          | Reżyseria           | Scenariusz             | Premiera CBS         |
| --- | -- | -------------------------------------------------------------- | ------------------- | ---------------------- | -------------------- |
| 138 | 1  | 'Wszyscy razem' "It Takes a Village"                           | Glenn Kershaw       | Erica Messer           | 21 września 2011     |
| 139 | 2  | 'Dowód' "Proof"                                                | Karen Gaviola       | Janine Sherman Barrois | 28 września 2011     |
| 140 | 3  | 'Tajna misja' "Dorado Falls"                                   | Felix Alcala        | Sharon Lee Watson      | 5 października 2011  |
| 141 | 4  | 'Bezboleśnie' "Painless"                                       | Larry Teng          | Breen Frazier          | 12 października 2011 |
| 142 | 5  | 'Od samych narodzin' "From Childhood's Hour"                   | Anna J. Foerster    | Bruce Zimmerman        | 19 października 2011 |
| 143 | 6  | ' Epilog' "Epilogue"                                           | Guy Ferland         | Rick Dunkle            | 2 listopada 2011     |
| 144 | 7  | 'Nie ma jak w domu' "There's No Place Like Home"               | Rob Spera           | Virgil Williams        | 9 listopada 2011     |
| 145 | 8  | 'Nadzieja' "Hope"                                              | Michael Watkins     | Kimberly Ann Harrison  | 16 listopada 2011    |
| 146 | 9  | 'Samospełniająca się przepowiednia' "Self-Fulfilling Prophecy" | Charlie Haid        | Erica Messer           | 7 grudnia 2011       |
| 147 | 10 | 'Słodko-gorzka nauka' "The Bittersweet Science"                | Rob Hardy           | Janine Sherman Barrois | 14 grudnia 2011      |
| 148 | 11 | 'Prawdziwy geniusz' "True Genius"                              | Glenn Kershaw       | Sharon Lee Watson      | 18 stycznia 2012     |
| 150 | 12 | ' Nieznany sprawca' "Unknown Subject"                          | Michael Lange       | Breen Frazier          | 25 stycznia 2012     |
| 151 | 13 | 'Oczy węża' "Snake Eyes"                                       | Doug Aarniokoski    | Bruce Zimmerman        | 8 lutego 2012        |
| 152 | 14 | 'Zamknięcie' "Closing Time"                                    | Jesse Warn          | Rick Dunkle            | 15 lutego 2012       |
| 153 | 15 | 'Cienka linia' "A Thin Line"                                   | Michael Watkins     | Virgil Williams        | 22 lutego 2012       |
| 154 | 16 | ' Sprawa rodzinna' "A Family Affair"                           | Rob Spera           | Kimberly Ann Harrison  | 29 lutego 2012       |
| 155 | 17 | 'Kocham Cię, Tommy Brown' "I Love You, Tommy Brown"            | John Terlesky       | Janine Sherman Barrois | 14 marca 2012        |
| 156 | 18 | 'Fundament' "Foundation"                                       | Dermott Downs       | Jim Clemente           | 21 marca 2012        |
| 157 | 19 | 'Nawiedzona rezydencja' "Heathridge Manor"                     | Matthew Gray Gubler | Sharon Lee Watson      | 4 kwietnia 2012      |
| 158 | 20 | 'Firma' "The Company"                                          | Nelson McCormick    | Breen Frazier          | 11 kwietnia 2012     |
| 159 | 21 | 'Naśladowca' "Divining Rod"                                    | Doug Aarniokoski    | Bruce Zimmerman        | 2 maja 2012          |
| 160 | 22 | 'Wykład' "Profiling 101"                                       | Felix Alcala        | Virgil Williams        | 9 maja 2012          |
| 161 | 23 | 'Napad' "Hit" część 1                                          | Michael Lange       | Rick Dunkle            | 16 maja 2012         |
| 162 | 24 | 'Ucieczka' "Run" część 2                                       | Connor Norton       | Erica Messer           | 16 maja 2012         |

## Sezon 8 (2012/2013)
| Nr  | #  | Tytuł                                                 | Reżyseria           | Scenariusz                           | Premiera CBS         | Premiera AXN     |
| --- | -- | ----------------------------------------------------- | ------------------- | ------------------------------------ | -------------------- | ---------------- |
| 163 | 1  | 'Uciszacz' "The Silencer"                             | Glenn Kershaw       | Erica Messer                         | 25 września 2012     | 20 lutego 2013   |
| 164 | 2  | 'Pakt' "The Pact"                                     | Karen Gaviola       | Janine Sherman Barrois               | 9 października 2012  | 27 lutego 2013   |
| 165 | 3  | 'Po drugiej stronie lustra' Through the Looking Glass | Dermott Downs       | Sharon Lee Watson                    | 16 października 2012 | 6 marca 2013     |
| 166 | 4  | 'Kompleks boga' "God Complex"                         | Larry Teng          | Breen Frazier                        | 24 października 2012 | 13 marca 2013    |
| 167 | 5  | 'Dobra ziemia' "The Good Earth"                       | John Terlesky       | Bruce Zimmerman                      | 31 października 2012 | 20 marca 2013    |
| 168 | 6  | 'Praktykant' "The Apprenticeship"                     | Rob Bailey          | Virgil Williams                      | 7 listopada 2012     | 27 marca 2013    |
| 169 | 7  | 'Upadli' "The Fallen"                                 | Doug Aarniokoski    | Rick Dunkle, Danny Ramm              | 14 listopada 2012    | 3 kwietnia 2013  |
| 170 | 8  | 'Koła w autobusie' "The Wheels on the Bus"            | Rob Hardy           | Kimberly Ann Harrison                | 21 listopada 2012    | 10 kwietnia 2013 |
| 171 | 9  | 'Wspaniałe światło' "Magnificent Light"               | John Kretchmer      | Sharon Lee Watson                    | 28 listopada 2012    | 17 kwietnia 2013 |
| 172 | 10 | 'Lekcja' "The Lesson"                                 | Matthew Gray Gubler | Janine Sherman Barrois               | 5 grudnia 2012       | 24 kwietnia 2013 |
| 173 | 11 | 'Wieczni' "Perennials"                                | Michael Lange       | Bruce Zimmerman                      | 12 grudnia 2012      | 1 maja 2013      |
| 174 | 12 | 'Zugzwang' "Zugzwang"                                 | Jesse Warn          | Breen Frazier                        | 16 stycznia 2013     | 8 maja 2013      |
| 175 | 13 | 'Wielkie dzieło' "Magnum Opus"                        | Glenn Kershaw       | Jason Bernero                        | 23 stycznia 2013     | 15 maja 2013     |
| 176 | 14 | 'To, co pozostaje' "All That Remains"                 | Thomas Gibson       | Erica Messer                         | 6 lutego 2013        | 22 maja 2013     |
| 177 | 15 | 'Zaburzony' "Broken"                                  | Larry Teng          | Rick Dunkle                          | 20 lutego 2013       | 29 maja 2013     |
| 178 | 16 | 'Lustrzane odbicie' "Carbon Copy"                     | Rob Hardy           | Virgil Williams                      | 27 lutego 2013       | 5 czerwca 2013   |
| 179 | 17 | 'Zgromadzenie' "The Gathering"                        | Michael Lange       | Kimberly Ann Harrison                | 20 marca 2013        | 12 czerwca 2013  |
| 180 | 18 | 'Odrodzenie' "Restoration"                            | Felix Alcala        | Jim Clemente, Janine Sherman Barrois | 3 kwietnia 2013      | 19 czerwca 2013  |
| 181 | 19 | 'Zapłata z góry' "Pay It Forward"                     | John Terlesky       | Bruce Zimmerman                      | 10 kwietnia 2013     | 26 czerwca 2013  |
| 182 | 20 | 'Alchemia' "Alchemy"                                  | Matthew Gray Gubler | Sharon Lee Watson                    | 1 maja 2013          | 3 lipca 2013     |
| 183 | 21 | ' Droga nianiu' "Nanny Dearest"                       | Doug Aarniokoski    | Virgil Williams                      | 8 maja 2013          | 10 lipca 2013    |
| 184 | 22 | 'Numer 6' "Number Six"                                | Karen Gaviola       | Breen Frazier                        | 15 maja 2013         | 17 lipca 2013    |
| 185 | 23 | 'Bracia Hotchner' "Brothers Hotchner"                 | Rob Bailey          | Rick Dunkle                          | 22 maja 2013         | 24 lipca 2013    |
| 186 | 24 | 'Replikator' "The Replicator"                         | ?                   | Erica Messer                         | 22 maja 2013         | 31 lipca 2013    |

## Sezon 9 (2013/2014)
Stacja CBS potwierdziła zamówienie 9 sezonu Zabójczych umysłów, który miał premierę 25 września 2013 roku.
| Nr  | #  | Tytuł                                                      | Reżyseria           | Scenariusz                                           | Premiera CBS         | Premiera AXN     |
| --- | -- | ---------------------------------------------------------- | ------------------- | ---------------------------------------------------- | -------------------- | ---------------- |
| 187 | 1  | 'Inspiracja' The Inspiration część 1                       | Glenn Kershaw       | Janine Sherman Barrois                               | 25 września 2013     | 2 kwietnia 2014  |
| 188 | 2  | 'Zainspirowany' The Inspired część 2                       | Lary Teng           | Breen Frasier                                        | 2 października 2013  | 9 kwietnia 2014  |
| 189 | 3  | 'Ostatni strzał' Final Shot                                | Bethany Rooney      | Sharon Lee Watson                                    | 9 października 2013  | 16 kwietnia 2014 |
| 190 | 4  | 'Być świadkiem' To Bear Witness                            | Rob Bailey          | Erica Messer                                         | 16 października 2013 | 23 kwietnia 2014 |
| 191 | 5  | 'Droga 66' ROUTE 66                                        | Doug Aarniokoski    | Virgil Williams                                      | 23 października 2013 | 30 kwietnia 2014 |
| 192 | 6  | 'We krwi' In The Blood                                     | Michael Lange       | Bruce Zimmerman                                      | 30 października 2013 | 7 maja 2014      |
| 193 | 7  | ' Strażnik' Gatekeeper                                     | Matthew Gray Gubler | Erica Messer                                         | 6 listopada 2013     | 14 maja 2014     |
| 194 | 8  | 'Powrót' The Return                                        | John Terlesky       | Kimberly Ann Harrison                                | 13 listopada 2013    | 21 maja 2014     |
| 195 | 9  | 'Dziwny owoc' Strange Fruit                                | Constantine Makris  | Janine Sherman Barrois                               | 20 listopada 2013    | 28 maja 2014     |
| 196 | 10 | 'Rozmówca' Caller                                          | Rob Bailey          | Sharon Lee Watson                                    | 27 listopada 2013    | 4 czerwca 2014   |
| 197 | 11 | 'Zbir' Bully                                               | Glenn Kershaw       | Virgil Williams                                      | 11 grudnia 2013      | 11 maja 2014     |
| 198 | 12 | 'Czarna Królowa' The Black Queen                           | Tawnia McKiernan    | Breen Frazier                                        | 15 stycznia 2014     | 18 maja 2014     |
| 199 | 13 | 'Droga do domu' The Road Home                              | Joe Mantegna        | Bruce Zimmerman                                      | 22 stycznia 2014     | 25 czerwca 2014  |
| 200 | 14 | '200' 200                                                  | Larry Teng          | Rick Dunkle                                          | 5 lutego 2014        | 2 lipca 2014     |
| 201 | 15 | 'Pan i pani Anderson' Mr. and Mrs. Anderson                | Félix Alcalá        | Kimberly Ann Harrison                                | 19 lutego 2014       | 9 lipca 2014     |
| 202 | 16 | ' Gabby' Gabby                                             | Thomas Gibson       | Jim Clemente                                         | 26 lutego 2014       | 16 lipca 2014    |
| 203 | 17 | 'Perswazja' Persuasion                                     | Rob Lieberman       | Sharon Lee Watson                                    | 5 marca 2014         | 23 lipca 2014    |
| 204 | 18 | 'Zapaleniec' Rabid                                         | Doug Aarniokoski    | Virgil Williams                                      | 12 marca 2014        | 30 lipca 2014    |
| 205 | 19 | 'Na skraju zimy' The Edge of Winter                        | Hanelle Culpepper   | Janine Sherman Barrois                               | 19 marca 2014        | 6 sierpnia 2014  |
| 206 | 20 | 'Więzy krwi' Blood Relations                               | Matthew Gray Gubler | Breen Frazier                                        | 2 kwietnia 2014      | 13 sierpnia 2014 |
| 207 | 21 | 'Co się dzieje w Mecklinburgu' What Happens In Mecklinburg | Rob Hardy           | Ticona Joy                                           | 9 kwietnia 2014      | 20 sierpnia 2014 |
| 208 | 22 | 'Trucizna' Fatal                                           | Larry Teng          | Bruce Zimmerman                                      | 30 kwietnia 2014     | 27 sierpnia 2014 |
| 209 | 23 | 'Anioły' Angels (Part I)                                   | Rob Bailey          | Rick Dunkle & Breen Frazier & Janine Sherman Barrois | 7 maja 2014          | 3 września 2014  |
| 210 | 24 | 'Demony' Demons (Part II)                                  | Glenn Kershaw       | Erica Messer                                         | 14 maja 2014         | 10 września 2014 |

## Sezon 10 (2014/2015)
13 marca 2014 roku, stacja CBS zamówiła oficjalnie 10 sezon serialu Zabójcze umysły.
| Nr  | #  | Tytuł                                                | Reżyseria           | Scenariusz                           | Premiera CBS         | Premiera AXN.    |
| --- | -- | ---------------------------------------------------- | ------------------- | ------------------------------------ | -------------------- | ---------------- |
| 211 | 1  | 'X' X                                                | Glenn Kershaw       | Erica Messer                         | 1 października 2014  | 22 kwietnia 2015 |
| 212 | 2  | 'Oparzenie' Burn                                     | Karen Gaviola       | Janine Sherman Barrois               | 8 października 2014  | 29 kwietnia 2015 |
| 213 | 3  | 'Tysiąc słońc' A Thousand Suns                       | Rob Bailey          | Sharon Lee Watson                    | 15 października 2014 | 6 maja 2015      |
| 214 | 4  | 'Obsesja' The Itch                                   | Larry Teng          | Breen Frazier                        | 22 października 2014 | 13 maja 2015     |
| 215 | 5  | 'Zamknięci w skrzyni' Boxed In                       | Thomas Gibson       | Virgil Williams                      | 29 października 2014 | 20 maja 2015     |
| 216 | 6  | ' Jeśli but pasuje' If the Shoe Fits                 | Bethany Rooney      | Bruce Zimmerman                      | 5 listopada 2014     | 27 maja 2015     |
| 217 | 7  | 'Hasztag' Hashtag                                    | Constantine Makris  | Rick Dunkle                          | 12 listopada 2014    | 3 czerwca 2015   |
| 218 | 8  | 'Chłopaki z Sudworth Place' The Boys of Sutton Place | Laura Belsey        | Kimberly Ann Harrison                | 19 listopada 2014    | 11 czerwca 2015  |
| 219 | 9  | 'Przeznaczenie' Fate                                 | Rob Bailey          | Janine Sherman Barrois               | 26 listopada 2014    | 18 czerwca 2015  |
| 220 | 10 | Amelia Porter                                        | Alrick Riley        | Sharon Lee Watson                    | 10 grudnia 2014      | 25 czerwca 2015  |
| 221 | 11 | Wieczni ludzie The Forever People                    | Tawnia McKiernan    | Breen Frazier                        | 14 stycznia 2015     | 2 lipca 2015     |
| 222 | 12 | 'Anonim' Anonymous                                   | Joe Mantegna        | Bruce Zimmerman & Danny Ramm         | 21 stycznia 2015     | 9 lipca 2015     |
| 223 | 13 | 'Wróbel' Nelson's Sparrow                            | Glenn Kershaw       | Kirsten Vangsness & Erica Messer     | 28 stycznia 2015     | 9 lipca 2015     |
| 224 | 14 | 'Kult bohatera' Hero Worship                         | Larry Teng          | Rick Dunkle                          | 4 lutego 2015        | 16 lipca 2015    |
| 225 | 15 | ' Krzyk' Scream                                      | Hanelle Culpepper   | Kimberly Ann Harrison                | 11 lutego 2015       | 16 lipca 2015    |
| 226 | 16 | 'Zakaz opuszczania budynku' Lockdown                 | Thomas Gibson       | Virgil Williams                      | 4 marca 2015         | 23 lipca 2015    |
| 227 | 17 | 'Wstrzymany oddech' Breath Play                      | Hanelle Culpepper   | Erik Stiller                         | 11 marca 2015        | 23 lipca 2015    |
| 228 | 18 | 'Rock Creek Park' Rock Creek Park                    | Félix Alcalá        | Sharon Lee Watson                    | 25 marca 2015        | 30 lipca 2015    |
| 229 | 19 | 'Poza granicami' Beyond Borders                      | Glenn Kershaw       | Erica Messer                         | 8 kwietnia 2015      | 30 lipca 2015    |
| 230 | 20 | 'Miejsce przy stole' A Place at the Table            | Laura Belsey        | Bruce Zimmerman                      | 15 kwietnia 2015     | 6 sierpnia 2015  |
| 231 | 21 | 'Mr Scratch' Mr. Scratch                             | Matthew Gray Gubler | Breen Frazier                        | 22 kwietnia 2015     | 6 sierpnia 2015  |
| 232 | 22 | 'Ochrona' Protection                                 | Tawnia McKiernan    | Virgil Williams                      | 29 kwietnia 2015     | 13 sierpnia 2015 |
| 233 | 23 | 'Polowanie' The Hunt                                 | Glenn Kershaw       | Jim Clemente, Janine Sherman Barrois | 6 maja 2015          | 13 sierpnia 2015 |

## Sezon 11 (2015/2016)
11 maja 2015 roku, stacja CBS zamówiła oficjalnie 11 sezon serialu.
| Nr  | #  | Tytuł                | Reżyseria           | Scenariusz                      | Premiera CBS         | Premiera AXN     |
| --- | -- | -------------------- | ------------------- | ------------------------------- | -------------------- | ---------------- |
| 234 | 1  | The Job              | Glenn Kershaw       | Breen Frazier                   | 30 września 2015     | 7 kwietnia 2016  |
| 235 | 2  | The Witness          | John Terlesky       | Sharon Lee Watson               | 7 października 2015  | 14 kwietnia 2016 |
| 236 | 3  | Til Death Do Us Part | Joe Mantegna        | Karen Maser                     | 14 października 2015 | 21 kwietnia 2016 |
| 237 | 4  | Outlaw               | Larry Teng          | Virgil Williams                 | 21 października 2015 | 28 kwietnia 2016 |
| 238 | 5  | The Night Watch      | Thomas Gibson       | Bruce Zimmerman                 | 28 października 2015 | 5 maja 2016      |
| 239 | 6  | Pariahville          | Félix Alcalá        | Erik Stiller                    | 4 listopada 2015     | 12 maja 2016     |
| 240 | 7  | Target Rich          | Glenn Kershaw       | Jim Clemente                    | 11 listopada 2015    | 19 maja 2016     |
| 241 | 8  | Awake                | Christoph Schrewe   | Kimberly Ann Harrison           | 18 listopada 2015    | 26 maja 2016     |
| 242 | 9  | Internal Affairs     | Diana Valentine     | Sharon Lee Watson               | 2 grudnia 2015       | 2 czerwca 2016   |
| 243 | 10 | Future Perfect       | Laura Belsey        | Bruce Zimmerman                 | 9 grudnia 2015       | 9 czerwca 2016   |
| 244 | 11 | Entropy              | Heather Cappiello   | Breen Frazier                   | 13 stycznia 2016     | 16 czerwca 2016  |
| 245 | 12 | Drive                | Tawnia McKiernan    | Karen Maser                     | 20 stycznia 2016     | 23 czerwca 2016  |
| 246 | 13 | The Bond             | Hanelle Culpepper   | Kimberly Ann Harrison           | 27 stycznia 2016     | 30 czerwca 2016  |
| 247 | 14 | Hostage              | Bethany Rooney      | Virgil Williams                 | 10 lutego 2016       | 7 lipca 2016     |
| 248 | 15 | A Badge and a Gun    | Rob Bailey          | Jim Clemente[                   | 24 lutego 2016       | 14 lipca 2016    |
| 249 | 16 | Derek                | Thomas Gibson       | Breen Frazier                   | 2 marca 2016         | 21 lipca 2016    |
| 250 | 17 | The Sandman          | Joe Mantegna        | Bruce Zimmerman                 | 16 marca 2016        | 28 lipca 2016    |
| 251 | 18 | A Beautiful Disaster | Matthew Gray Gubler | Kirsten Vangsness, Erica Messer | 23 marca 2016        | 04 sierpnia 2016 |
| 252 | 19 | Tribute              | Tawnia McKiernan    | Virgil Williams                 | 30 marca 2016        | 11 sierpnia 2016 |
| 253 | 20 | Inner Beauty         | Alec Smight         | Haben Merker                    | 13 kwietnia 2016     | 18 sierpnia 2016 |
| 254 | 21 | Devil's Backbone     | Félix Alcalá        | Sharon Lee Watson               | 20 kwietnia 2016     | 25 sierpnia 2016 |
| 255 | 22 | The Storm            | Glenn Kershaw       | Erica Messer, Breen Fraziera    | 4 maja 2016          | 1 września 2016  |

## Sezon 12 (2016/2017)
6 maja 2016 roku, stacja CBS zamówiła oficjalnie 12 sezon serialu.
| Nr  | #  | Tytuł                 | Reżyseria           | Scenariusz                      | Premiera CBS         | Premiera AXN         |
| --- | -- | --------------------- | ------------------- | ------------------------------- | -------------------- | -------------------- |
| 256 | 1  | The Crimson King      | Glenn Kershaw       | Breen Frazier                   | 28 września 2016     | 28 czerwca 2017      |
| 257 | 2  | Sick Da               | Larry Teng          | Virgil Williams                 | 5 października 2016  | 5 lipca 2017         |
| 258 | 3  | Taboo                 | Alec Smight         | Karen Maser                     | 12 października 2016 | 12 lipca 2017        |
| 259 | 4  | Keeper                | Sharat Raju         | Bruce Zimmerman                 | 26 października 2016 | 19 lipca 2017        |
| 260 | 5  | The Anti-Terror Squad | Tawnia McKiernan    | Stephanie SenGupta              | 9 listopada 2016     | 26 lipca 2017        |
| 261 | 6  | Elliott's Pond        | Matthew Gray Gubler | Erica Messer                    | 16 listopada 2016    | 2 sierpnia 2017      |
| 262 | 7  | Mirror Image          | Joe Mantegna        | Breen Frazier                   | 30 listopada 2016    | 9 sierpnia 2017      |
| 263 | 8  | Scarecrow             | Christoph Schrewe   | Karen Maser                     | 7 grudnia 2016       | 16 sierpnia 2017     |
| 264 | 9  | Profiling 202         | Rob Bailey          | Virgil Williams                 | 4 stycznia 2017      | 23 sierpnia 2017     |
| 265 | 10 | Seek and Destroy      | Diana C. Valentine  | Erik Stiller                    | 11 stycznia 2017     | 30 sierpnia 2017     |
| 266 | 11 | Surface Tension       | Oz Scott            | Bruce Zimmerman                 | 1 lutego 2017        | 6 września 2017      |
| 267 | 12 | A Good Husband        | Laura Belsey        | Jim Clemente                    | 8 lutego 2017        | 13 września 2017     |
| 268 | 13 | Spencer               | Glenn Kershaw       | Kirsten Vangsness, Erica Messer | 15 lutego 2017       | 13 września 2017     |
| 269 | 14 | Collision Course      | Alec Smight         | Stephanie SenGupta              | 22 lutego 2017       | 20 września 2017     |
| 270 | 15 | Alpha Male            | Rob Bailey          | Karen Maser                     | 1 marca 2017         | 20 września 2017     |
| 271 | 16 | Assistance Is Futile  | Leon Ichaso         | Virgil Williams                 | 15 marca 2017        | 27 września 2017     |
| 272 | 17 | In The Dark           | Diana C. Valentine  | Dania Bennett                   | 22 marca 2017        | 27 września 2017     |
| 273 | 18 | Hell's Kitchen        | Simon Mirren        | Erica Messer                    | 29 marca 2017        | 4 października 2017  |
| 274 | 19 | True North            | Joe Mantegna        | Bruce Zimmerman                 | 5 kwietnia 2017      | 4 października 2017  |
| 275 | 20 | Unforgettable         | Carlos Bernard      | Stephanie Sengupta              | 26 kwietnia 2017     | 11 października 2017 |
| 276 | 21 | Green Light           | Alec Smight         | Erik Stiller                    | 3 maja 2017          | 11 października 2017 |
| 277 | 22 | Red Light             | Glenn Kershaw       | Breen Frazier                   | 10 maja 2017         | 18 października 2017 |

## Sezon 13 (2017/2018)
| Nr  | #  | Tytuł                | Reżyseria           | Scenariusz                      | Premiera CBS         | Premiera AXN     |
| --- | -- | -------------------- | ------------------- | ------------------------------- | -------------------- | ---------------- |
| 278 | 1  | Wheels Up            | Glenn Kershaw       | Breen Frazier                   | 27 września 2017     | 4 kwietnia 2018  |
| 279 | 2  | To a Better Place    | Diana Valentine     | Bruce Zimmerman                 | 4 października 2017  | 11 kwietnia 2018 |
| 280 | 3  | Blue Angel           | Sharat Raju         | Christopher Barbour             | 11 października 2017 | 18 kwietnia 2018 |
| 281 | 4  | Killer App           | Alec Smight         | Stephanie SenGupta              | 18 października 2017 | 25 kwietnia 2018 |
| 282 | 5  | Lucky Strikes        | Tawnia McKiernan    | Jim Clemente                    | 25 października 2017 | 9 maja 2018      |
| 283 | 6  | The Bunker           | Aisha Tyler         | Karen Maser                     | 8 listopada 2017     | 16 maja 2018     |
| 284 | 7  | Dust and Bones       | Marcus Stokes       | Erica Meredith                  | 15 listopada 2017    | 23 maja 2018     |
| 285 | 8  | Neon Demon           | Bethany Rooney      | Erik Stiller                    | 22 listopada 2017    | 6 czerwca 2018   |
| 286 | 9  | False Flag           | Joe Mantegna        | Breen Frazier                   | 6 grudnia 2017       | 13 czerwca 2018  |
| 287 | 10 | Submerged            | Rob Bailey          | Bruce Zimmerman                 | 3 stycznia 2018      | 20 czerwca 2018  |
| 288 | 11 | Full-Tilt Boogie     | Simon Mirren        | Erica Messer, Kirsten Vangsness | 10 stycznia 2018     | 27 czerwca 2018  |
| 289 | 12 | Bad Moon on the Rise | Christoph Schrewe   | Karen Maser                     | 17 stycznia 2018     | 4 lipca 2018     |
| 290 | 13 | Cure                 | Glenn Kershaw       | Christopher Barbour             | 24 stycznia 2018     | 11 lipca 2018    |
| 291 | 14 | Miasma               | Leon Ichaso         | Erica Meredith                  | 31 stycznia 2018     | 18 lipca 2018    |
| 292 | 15 | Annihilator          | Erik Stiller        | 7 marca 2018                    | 25 lipca 2018        |                  |
| 293 | 16 | Last Gasp            | Adam Rodriguez      | Stephanie SenGupta              | 14 marca 2018        | 1 sierpnia 2018  |
| 294 | 17 | The Capilano's       | Matthew Gray Gubler | Erica Messer                    | 21 marca 2018        | 8 sierpnia 2018  |
| 295 | 18 | The Dance Of Love    | Joe Mantegna        |                                 | 28 marca 2018        | 15 sierpnia 2018 |
| 296 | 19 | Ex Parte             | Lily Mariye         | Christopher Barbour             | 4 kwietnia 2018      | 22 sierpnia 2018 |
| 297 | 20 | All You Can Eat      | Diana Valentine     | Karen Maser                     | 11 kwietnia 2018     | 29 sierpnia 2018 |
| 298 | 21 | Mixed Signals        | Alec Smight         | Erica Meredith, Erik Stiller    | 18 kwietnia 2018     | 5 września 2018  |
| 299 | 22 | Believer             | Glenn Kershaw       | Breen Frazier                   | 18 kwietnia 2018     | 12 września 2018 |

## Sezon 14 (2018/2019)
13 maja 2018 roku, stacja CBS zamówiła oficjalnie 14 sezon serialu.
| Nr  | #  | Tytuł           | Reżyseria           | Scenariusz                    | Premiera CBS         | Premiera AXN |
| --- | -- | --------------- | ------------------- | ----------------------------- | -------------------- | ------------ |
| 300 | 1  | 300             | Glenn Kershaw       | Erica Messer                  | 3 października 2018  | nieemitowany |
| 301 | 2  | Starter Home    | Diana C. Valentine  | Bruce Zimmerman               | 10 października 2018 | nieemitowany |
| 302 | 3  | Rule 34         | Alec Smight         | Christopher Barbour           | 17 października 2018 | nieemitowany |
| 303 | 4  | Innocence       | Lily Mariye         | Stephanie Sengupta            | 24 października 2018 | nieemitowany |
| 304 | 5  | The Tall Man    | Matthew Gray Gubler | Breen Frazier                 | 31 października 2018 | nieemitowany |
| 305 | 6  | Luke            | Joe Mantegna        | Erik Stiller                  | 7 listopada 2018     | nieemitowany |
| 306 | 7  | Twenty Seven    | Sharat Raju         | Erica Meredith                | 14 listopada 2018    | nieemitowany |
| 307 | 8  | Ashley          | Adam Rodriguez      | Stephanie Birkitt             | 21 listopada 2018    | nieemitowany |
| 308 | 9  | Broken Wing     | Aisha Tyler         | Jim Clemente                  | 5 grudnia 2018       | nieemitowany |
| 309 | 10 | Flesh and Blood | Glenn Kershaw       | Christopher Barbour           | 12 grudnia 2018      | nieemitowany |
| 310 | 11 | Night Lights    | Nelson McCormick    | Heather Noel Aldridge         | 2 stycznia 2019      | nieemitowany |
| 311 | 12 | Hamelin         | Simon Mirren        | Bruce Zimmerman               | 9 stycznia 2019      | nieemitowany |
| 312 | 13 | Chameleon       | A.J. Cook           | Charles Dewey & Breen Frazier | 23 stycznia 2019     | nieemitowany |
| 313 | 14 | Sick and Evil   | Rob Bailey          | Erik Stiller                  | 30 stycznia 2019     | nieemitowany |
| 314 | 15 | Truth or Dare   | Glenn Kershaw       | Erica Meredith                | 6 lutego 2019        | nieemitowany |

## Sezon 15 (2020)
| Nr  | #  | Tytuł             | Reżyseria            | Scenariusz                       | Premiera CBS     | Premiera AXN |
| --- | -- | ----------------- | -------------------- | -------------------------------- | ---------------- | ------------ |
| 315 | 1  | Under the Skin    | Nelson McCormick     | Christopher Barbour              | 8 stycznia 2020  | nieemitowany |
| 316 | 2  | Awakenings        | Alec Smight          | Stephanie Sengupta               | 8 stycznia 2020  | nieemitowany |
| 317 | 3  | Spectator Slowing | Kevin Berlandi       | Bruce Zimmerman                  | 15 stycznia 2020 | nieemitowany |
| 318 | 4  | Saturday          | Edward Allen Bernero | Stephanie Birkitt, Breen Frazier | 22 stycznia 2020 | nieemitowany |
| 319 | 5  | Ghost             | Diana Valentine      | Bobby Chacon, Jim Clemente       | 29 stycznia 2020 | nieemitowany |
| 320 | 6  | Date Night        | Marcus Stokes        | Breen Frazier                    | 5 lutego 2020    | nieemitowany |
| 321 | 7  | Rusty             | Rachel Feldman       | Erica Meredith, Erik Stiller     | 5 lutego 2020    | nieemitowany |
| 322 | 8  | Family Tree       | Alec Smight          | Bruce Zimmerman                  | 12 lutego 2020   | nieemitowany |
| 323 | 9  | Face Off          | Sharat Raju          | Christopher Barbour              | 19 lutego 2020   | nieemitowany |
| 324 | 10 | And in the End... | Glenn Kershaw        | Erica Messer, Kirsten Vangsness  | 19 lutego 2020   | nieemitowany |